# Pávai Zoltán
Pávai Zoltán (Dés, 1966. május 16.  – Marosvásárhely, 2020. december 24.) erdélyi magyar anatómus, patológus orvos, egyetemi tanár.

## Életpályája
Általános orvosi szakot végzett a Marosvásárhelyi Orvosi és Gyógyszerészeti Egyetemen 1991-ben. 1992-től egyetemi gyakornok az egyetem anatómia szakán. 1995-ben patológus orvos lett, 2003-tól főorvos, 1995-től 1999-ig egyetemi tanársegéd, 1999-ben doktorált. Ezután 2003-ig adjunktus, majd 2007-ig docens (romániai elnevezésben előadótanár), 2007-től egyetemi tanár, 2008-től doktorátusvezető professzor.

## Munkássága
Az egyetem elvégzése után ösztöndíjasként és kutatóként több magyarországi és külföldi egyetemen (Krakkó, Stockholm, London) szerzett tapasztalatokat az immunhisztokémiai és molekuláris biológiai diagnózis gyakorlati vonatkozásairól.
Kutatási területei: az anatómia és a patológia (daganatpatológia).

### Kötetei (válogatás)
- Neuroanatomie (Bukarest, 1993 és 1995; újrakiadás Seres-Sturm Magdával, Seres-Sturm Lajossal és Dénes Loránddal, Bukarest, 2006)
- A törzs anatómiája (társszerzők Seres-Sturm Lajos és Seres-Sturm Magda, Bukarest, 2004)
- A végtagok anatómiája (társszerzők Seres-Sturm Lajos, Seres-Sturm Magda és Dénes Loránd, Bukarest, 2005)
- Részletes embriológia. Organogenézis (társszerzők Gogolák H. Edit és Seres-Sturm Lajos, Bukarest, 2006. 3. jav. kiad.)
- Szilágyi Tibor, Lőrincz Zoltán, Sipos Emese, Szatmári Szabolcs, Pávai Zoltán, Frigy Attila: A marosvásárhelyi magyar nyelvű orvos- és gyógyszerészképzés 70 éve, Erdélyi Múzeum-Egyesület, Kolozsvár, 2015. ISBN 978-606-739-022-3